# 王显乡
王显乡，是中华人民共和国山西省运城市万荣县下辖的一个乡镇级行政单位。

## 行政区划
王显乡下辖以下地区：
王显村、张仪村、贤胡村、偏店村、青谷村、青谷庄村、东裴庄村、念村、东和村、小谢村、王正村、范家村、吴庄村、竹家村、东赵村、兴王村、杨庄村、东王村、东张村、许村和程家村。